# Paramecocnemis stillacruoris
Paramecocnemis stillacruoris – gatunek ważki z rodziny pióronogowatych (Platycnemididae). Endemit Nowej Gwinei; występuje w Górach Centralnych.